# Luigi Paterlini
Luigi Paterlini (ur. 9 sierpnia 1923 w Brescii, zm. 23 października 1974 tamże) – włoski lekkoatleta, sprinter, wicemistrz Europy z 1950.
Odpadł w eliminacjach biegu na 100 metrów na mistrzostwach Europy w 1946 w Oslo.
Wystąpił w sztafecie 4 × 400 metrów na igrzyskach olimpijskich w 1948 w Londynie, gdzie sztafeta włoska w składzie: Gianni Rocca, Ottavio Missoni, Paterlini i Antonio Siddi nie ukończyła biegu finałowego.
Zdobył srebrny medal w sztafecie 4 × 400 metrów na mistrzostwach Europy w 1950 w Brukseli (skład włoskiej sztafety: Baldassare Porto, Armando Filiput, Paterlini i Siddi), a w biegu na 400 metrów zajął 6. miejsce w finale.
Był mistrzem Włoch w biegu na 400 metrów w 1945 i 1948, w biegu na 400 metrów przez płotki w 1945 oraz w sztafecie 4 × 400 metrów w 1942, 1943, 1945, 1948 i 1949.
Ustanowił rekord Włoch w sztafecie 4 × 400 metrów wynikiem 3:11,0 (ustanowionym 27 sierpnia 1950 w Brukseli). 
Jego brat bliźniak Luciano Paterlini również był lekkoatletą, mistrzem Włoch w sztafecie 4 × 400 metrów w 1945 i 1948.